# Métro de Macao
Le métro de Macao (en chinois : chinois traditionnel : 澳門輕軌系統 ; chinois simplifié : 澳门轻轨系统 ; pinyin : Aòmén qīngguǐ xìtǒng, en portugais : Metro Ligeiro de Macau) est le réseau de métro léger de la région administrative spéciale (RAS) de Macao, en république populaire de Chine (RPC). Les lignes ont la particularité d'être intégralement équipées de rames sur pneu. C'est le 10 décembre 2019 que fut inauguré le premier tronçon de la première ligne nommée Taipa, soit 9,3 km avec 11 stations, en forme de U allant de la station Océan jusqu'à la station du terminal maritime de Taipa. Le 1er novembre puis le 2 décembre 2024 sont inaugurés les deux courtes lignes que sont la ligne Seac Pai Van longue de 1,6 km et la ligne Hengqin de 2,2 km.

## Historique
Un projet de métro automatique est mis en avant en 2002. Des études de pré-faisabilité pour un métro automatique furent réalisées en 2003.
Ce premier projet fut réactualisé en 2007. Un appel d'offres pour le choix du consultant est lancé en février 2008. C'est un consortium franco-portugais comprenant  Fase (Portugal), Setec (France) et Egis Rail (France) qui signa le contrat en mars 2009,. Le projet est alors lancé,.
Il faudra attendre décembre 2009 pour que soit lancé un appel d'offres pour la partie système auquel répondirent Siemens, Bombardier et Mitsubishi Heavy Industries. Les offres financières des consortiums se révélèrent de 30 % au-dessus des estimations du gouvernement. C'est la société japonaise Mitsubishi qui fut sélectionnée pour ce contrat clé-en-main (hors génie civil) de 4,7 milliards de patacas en décembre 2010 de la ligne Macao-Taipa de 20 km avec 21 stations qui devait être mise en service en 2015, soit US$575. Ce choix fut confirmé en mars 2011 par la signature du contrat,, non sans contestation de la part de Bombardier.
Les contrats de génie, après ouverture des offres, ont été signés en 2011.
Le système est en phase de test jusqu'à fin janvier 2020.

## Réseau

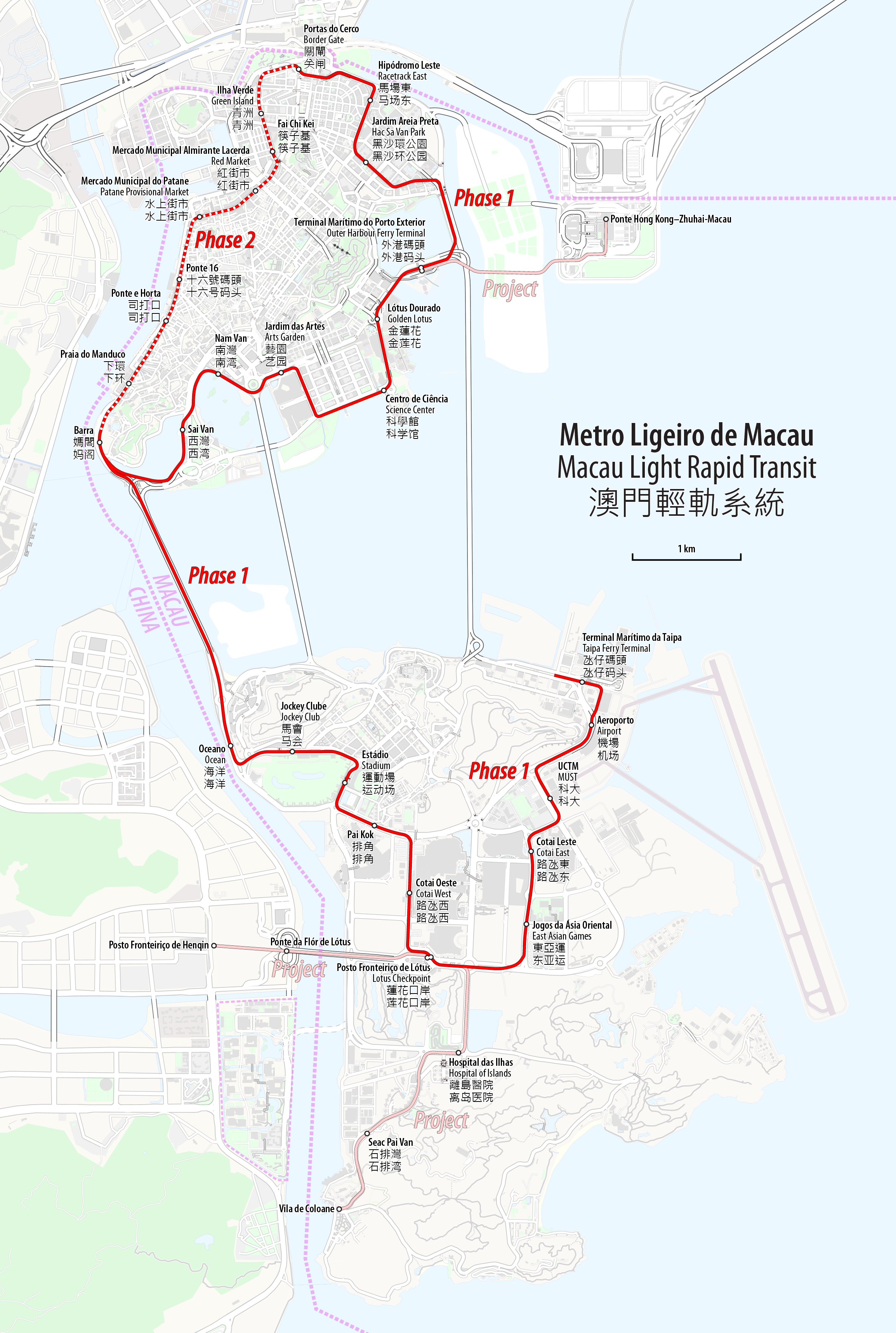
Projet à long terme

Le réseau du métro est actuellement constitué de trois lignes. La ligne principale nommée Taipa fut inaugurée en 2019 et ne desservait comme son nom l'indique l'Ile de Taipa. Elle fut prolongée en 2023 à la station Barra pour desservir la partie sud-ouest de la péninsule via le Pont de Sai Van. La ligne Seac Pai Van inaugurée fin 2024 doit desservir la partie sud de Taipa mais ne comporte pour le moment que deux stations. La ligne Hengqin inaugurée un mois après la ligne Seac Pai Van qui ne comporte que deux stations a la particularité de relier Macao à la ville de Hengqin en Chine continentale, traversant ainsi la frontière administrative.
| Ligne        | Terminus       | Terminus             | Longueur | Stations | Ouverture         |
| ------------ | -------------- | -------------------- | -------- | -------- | ----------------- |
| Taipa        | Barra          | Taipa Ferry Terminal | 12,5 km  | 13       | 10 décembre 2019  |
| Seac Pai Van | Union Hospital | Seac Pai Van         | 1,6 km   | 2        | 1er novembre 2024 |
| Hengqin      | Lotus          | Hengqin              | 2,2 km   | 2        | 2 décembre 2024   |

## Les équipements techniques de la ligne

### Matériel roulant
Les 55 trains de deux voitures sur pneu sont de la série Crystal Mover de Mitsubishi Heavy Industries, entièrement automatisés et sans conducteur. Chaque rame du nom d'Ocean Cruiser a une capacité de transport en formation de quatre véhicules jusqu'à 476 passagers.Les premiers véhicules sont arrivés sur le site en octobre 2017.
Un contrat complémentaire a été passé avec la même société en janvier 2014 pour un lot de 24 trains de deux véhicules en prévision d'un accroissement de trafic.

### Énergie électrique
Hitachi fournit 15 systèmes de stockage d'énergie par batterie en bordure de ligne pour le métro. Hitachi indique que ce sera le premier métro à utiliser le stockage d'énergie par batterie le long de son trajet et prévoit que cela réduira la consommation d'électricité de 10 %.

## Exploitation et maintenance
C'est la société du métro de Hong Kong qui exploite la ligne du métro de Macao.

## Les projets d'extension

### Phase 1: Macau-Taipa Line
La seconde partie de la phase 1 est une extension vers le nord de la première partie commençant par la traversée sur le pont à partir de Ocenao vers Barra. Au total la phase 1 comprendra 21 stations :
| №  | Nom en portugais et en anglais                                   | Nom en chinois traditionnel / simplifié |  |  |  |
|    |                                                                  |                                         |  |  |  |
| 1  | Portas do Cerco Border Gate                                      | 關閘 关闸                               |  |  |  |
| 2  | Hipódromo Leste Racetrack East                                   | 馬場東 马场东                           |  |  |  |
| 3  | Jardim Areia Preta Hac Sa Van Park                               | 黑沙環公園 黑沙环公园                   |  |  |  |
| 4  | Terminal Marítimo do Porto Exterior Outer Harbour Ferry Terminal | 外港碼頭 外港码头                       |  |  |  |
| 5  | Lótus Dourado Golden Lotus                                       | 金蓮花 金莲花                           |  |  |  |
| 6  | Centro de Ciência Science Center                                 | 科學館 科学馆                           |  |  |  |
| 7  | Jardim das Artes Arts Garden                                     | 藝園 艺园                               |  |  |  |
| 8  | Nam Van                                                          | 南灣 南湾                               |  |  |  |
| 9  | Sai Van                                                          | 西灣 西湾                               |  |  |  |
|    |                                                                  |                                         |  |  |  |
| 10 | Barra                                                            | 媽閣 妈阁                               |  |  |  |
|    |                                                                  |                                         |  |  |  |
| 11 | Oceano Ocean                                                     | 海洋                                    |  |  |  |
| 12 | Jockey Clube Jockey Club                                         | 馬會 马会                               |  |  |  |
| 13 | Estádio Stadium                                                  | 運動場 运动场                           |  |  |  |
| 14 | Pai Kok                                                          | 排角                                    |  |  |  |
| 15 | Cotai Oeste Cotai West                                           | 路氹西                                  |  |  |  |
| 16 | Posto Fronteiriço de Lótus Lotus Checkpoint                      | 蓮花口岸 莲花口岸                       |  |  |  |
| 17 | Jogos da Ásia Oriental East Asian Games                          | 東亞運 东亚运                           |  |  |  |
| 18 | Cotai Leste Cotai East                                           | 路氹東 路氹东                           |  |  |  |
| 19 | UCTM MUST                                                        | 科大                                    |  |  |  |
| 20 | Aeroporto Airport                                                | 機場 机场                               |  |  |  |
| 21 | Terminal Marítimo da Taipa Taipa Ferry Terminal                  | 氹仔碼頭 氹仔码头                       |  |  |  |
|    |                                                                  |                                         |  |  |  |

### Phase 2: Macau-Taipa Line
La phase 2 comprendra 9 nouvelles stations :
| № | Station                                               | Nom en hanzi          |  |  |  |
|   |                                                       |                       |  |  |  |
| 1 | Portas do Cerco Border Gate                           | 關閘 关闸             |  |  |  |
| 2 | Ilha Verde Green Island                               | 青洲                  |  |  |  |
| 3 | Fai Chi Kei                                           | 筷子基                |  |  |  |
| 4 | Mercado Municipal Almirante Lacerda Red Market        | 紅街市 红街市         |  |  |  |
| 5 | Mercado Municipal do Patane Patane Provisional Market | 水上街市              |  |  |  |
| 6 | Ponte 16                                              | 十六號碼頭 十六号码头 |  |  |  |
| 7 | Ponte e Horta                                         | 司打口                |  |  |  |
| 8 | Praia do Manduco                                      | 下環 下环             |  |  |  |
| 9 | Barra                                                 | 媽閣 妈阁             |  |  |  |
|   |                                                       |                       |  |  |  |

### Seac Pai Van Line
Cette extension méridionale de 4,5 km a été confirmé en février 2012.
| № | Station                                     | Nom en hanzi      |  |  |  |
|   |                                             |                   |  |  |  |
| 1 | Posto Fronteiriço de Lótus Lotus Checkpoint | 蓮花口岸 莲花口岸 |  |  |  |
| 2 | Hospital das Ilhas Hospital of Islands      | 離島醫院 离岛医院 |  |  |  |
| 3 | Seac Pai Van                                | 石排灣 石排湾     |  |  |  |
|   |                                             |                   |  |  |  |

### Extension de Hengqin
| № | Station                                     | Nom en hanzi      |  |  |  |
|   |                                             |                   |  |  |  |
| 1 | Posto Fronteiriço de Lótus Lotus Checkpoint | 蓮花口岸 莲花口岸 |  |  |  |
| 2 | Lianhua Lotus                               | 蓮花 莲花         |  |  |  |
|   |                                             |                   |  |  |  |